# Жадібні екстремали
Жадібні екстремали (англ. The Challenge) — реаліті-шоу на MTV, яке являє собою спін-офф телешоу «Реальний світ» і скасованої передачі «Дорожні правила». Зараз ведучим є Ті Джей Лавин.
Спочатку шоу називалося «Дорожні правила: Всі зірки», потім, починаючи з другого сезону, назву було змінено на «Жадібні екстремали». Ведучими шоу були Ерік Нієс, Марк Лонг, потім Джонні Мозлі і Дейв Мірра — до того, як Ти Джей Лавин став постійним ведучим, починаючи з 11-про сезону. Деякі сезони мали свої сиквели — наприклад, «Інферно», пов'язане з «Інферно 2» і «Інферно 3». Прем'єра 26-го сезону «Поклик крові» відбулася 3 грудня на MTV. Також, у кінці грудня 2016 закінчилися зйомки 27-го сезону «Союзники мимоволі 3» в Бразилії та Аргентині.

## Формат
У кожному сезоні беруть участь певна кількість учасників минулих сезонів «Реального світу» та «Дорожніх правил», де вони змагаються один проти одного. (Тільки в сезонах «Свіже м'ясо», «Свіже м'ясо 2» і «Битва головорізів» дебютували гравці, які раніше не з'являлися в «Реальному світі» та «Дорожніх правилах»). Зазвичай учасників поділяють на команди, утворені за певним критерієм, який змінюється від сезону до сезону. Наприклад, команди формувалися в залежності від статі учасників, їх оригінального сезону, від статусу хорошого / лиходія, від їх колишніх романтичних захоплень і так далі. Кожна команда б'ється в різних випробуваннях, щоб виграти приз і отримати перевагу в грі. Після кожного випробування зазвичай два гравці вирушають на поєдинок, де вони повинні битися один проти одного за право залишитися в грі. У кожному сезоні представлений свій тип поєдинків, що відрізняється від інших назвою, обстановкою і загальною атмосферою. Зазвичай відбір учасників на поєдинок провокує численні скандали, змушуючи гравців вести брудну гру.
Деякі сезони, однак, мають абсолютно різний формат. Наприклад, «Острів», у якому організатори вирішили відійти від звичайної концепції, взявши за основу шоу «Останній герой». Інший приклад — перший сезон («Дорожні правила: Всі зірки») включав в себе тільки учасників «Реального світу», а участь брало мала кількість гравців. За винятком першого сезону, фінальним призом для учасників були гроші.

### Подробиці
Назва кожного сезону визначало формат гри. Наприклад, «Інферно 2» і «Інферно 3» мали схожу з «Інферно» концепцію, а «Битва головорізів» являла собою новий формат, в якому змагалися три команди.
- Жадібні екстремали : «Реальний світ» бореться проти «Дорожніх правил», по шість чоловік у команді, ніяких поєдинків, випробування проходять в різних місцях, учасники подорожують у двох автобусах.
- Битва сезонів  (2002): Пари, що представляють один сезон, утворюють дві команди — «Реальний світ» і «Дорожні правила». Після кожного випробування три кращі пари в кожній команді отримують можливість вигнати пару з своєї власної команди, кожна команда повинна була виганяти гравців незалежно від результату випробування.
- Битва статей: Як випливає з назви, хлопці борються проти дівчат. Гравці вибувають у ході голосування, принцип якого схожий з процесом відбору попереднього сезону.
- Битва на смерть: Гравці потрапляють в команду «Новачки» або «Ветерани» в залежності від кількості відіграних ігор. Члени команди відправляють свого гравця на поєдинок, в деяких випробуваннях можна було виграти захист, яка дозволяла окремим гравцю уникнути поєдинку.
- Інферно: Змагаються дві команди, «Хороші хлопці» і «Лиходії» (хоча в першому сезоні це були все ще «Реальний світ» проти «Дорожніх правил»). Команди номінують двох своїх гравців на потрапляння до «інферно», а потім вибирають одного з двох гравців, запропонованих протилежною командою. Гравці, які відправляються в «інферно», можуть захистити себе, вигравши захист у наступному випробуванні.
- Свіже м'ясо: Ці сезони представляли нам нових учасників «Жадібних екстремалів», які не з'являлися ні в «реальному світі», ні в «Дорожніх правилах». Новачків вибирали ветерани (ті, хто прийшов після «РМ» та «ДП» або минулого «Свіжого м'яса»), утворюючи тим самим команду з двох чоловік. Хлопець вибирав дівчину, а дівчина хлопця. На поєдинку, який має назву «вигнання», борються відразу дві команди.
- Дуель: Цей формат не передбачає наявності команд, хоча на деяких випробуваннях доводиться об'єднуватися. Кожен бореться сам за себе, переможців всього двоє — хлопець і дівчина.
- Острів: Формат відрізняється тим, що учасників поміщають не в розкішні умови, а на безлюдний острів. Команди не формуються, але присутні поєдинки, в яких беруть участь три людини. Переможець врятований, а один з переможених покидає гру за результатами голосування.
- Руїни: Змагаються команди «Чемпіонів» і «Претендентів», які формуються в залежності від того, хто перемагав в сезонах «Жадібних екстремалів», а хто ні. Перед кожним випробуванням кожна команда номінує три хлопці і три дівчини. Після випробування номінанти перемогла команди визначають склад поєдинків, в яких зійдуться чемпіон проти претендента.
- Битва головорізів: Спочатку команди не визначені. За результатами гонки на самому початку, капітанами команд стають три гравці, що прийшли останніми. В кожному випробуванні борються три команди. Перемогла команда врятована від поєдинку, який називається «Гулаг». А гравці програли команд туди відправляються. Кожна команда вибирає учасників поєдинку анонімним голосуванням.
- Союзники мимоволі: Б'ються чотирнадцять пар — сім чоловічих і сім жіночих. Кожна команда складається з гравців, які стали на шоу заклятими ворогами. Переможець випробування врятований від поєдинку, який називається «Джунглі», в той час як пара, що посіла останнє місце, туди відправляється.
- Битва колишніх: Тринадцять пар колишніх б'ються в цьому сезоні. Перемогла пара врятована від поєдинку і вибирає пару, яка туди відправляється разом з парою, що зайняла останнє місце на випробуванні.

## Історія
Під час зйомок «Реальний світ: Бостон» і «Дорожні правила: Острови», учасники цих сезонів зустрілися в Пуерто-Рико. Продюсери влаштували поєдинок, в якому учасники боролися за гроші. Таке протистояння призвело до зростання рейтингів, і у продюсерів з'явилася ідея створити щось подібне. Після чергового поєдинку між учасниками «Реальний світ: Сіетл» і «Дорожні правила: Вниз», який пройшов у 1997 році, був створений сезон «Дорожні правила: Всі зірки», який і поклав початок новому проекту.
Після «Всіх зірок» продюсери вирішили включити у проект колишніх учасників «Дорожніх правил». У наступному сезоні дві команди по шість чоловік колесили по світу, воюючи один з одним. Такий формат проіснував ще три роки і приніс високі рейтинги.
З настанням нового тисячоліття продюсери вирішили внести в гру. У 2001 почалися зйомки «Битви сезонів», у якому було прийнято рішення відійти від формату «дві команди по шість чоловік» і запросити на зйомки більшу кількість людей.
Після того, як організатори ввели ігри на вибування, були зняті сезони «Битва статей», «Битва сезонів», а також «Битва на смерть» і «Інферно». В останніх двох сезонах гравці, проти яких голосувала команда, воювали один проти одного. Переможений відправлявся додому. «Битва на смерть» відрізнялася від «Інферно» тим, що в першому випадку гравці голосували проти свого, а в другому — проти суперника.
У 2005 продюсери вирішили запросити на шоу нових людей, які ніколи не були частиною передач «Реальний світ» або «Дорожні правила». Це була вимушена міра, оскільки «Дорожні правила» на той момент припинили своє існування, а «Реальний світ» успішно відгримів шістнадцятий сезон — «Реальний світ: Остін».

## Реюніон
Як і «Реальний світ», кожен сезон «Жадібних екстремалів» закінчується великим епізодом, який називається «Реюніон». У ньому беруть участь всі переможці сезону разом з деякими гравцями, які запам'яталися. Учасники сидять у студії перед невеликою аудиторією, а веде шоу зазвичай якийсь популярний ведучий (наприклад, Марія Меноунос, Ванесса Міннілло, Карлос Сантос). Гравці обговорюють пам'ятні моменти сезону, прийняті рішення. Реюніон фокусує увагу на самих гарячих суперечках, дрібних деталях, слизькі моменти, які не були показані по телебаченню. Все обговорюється у відкриту — зради, плітки, приховування. Зазвичай в кінці реюніону «Жадібних екстремалів» анонсується новий сезон «Реального світу».
Після семирічної відсутності на шоу суперзірка WWE Майк Мизанин повернувся 4 квітня 2012 як ведучий реюніону «Битви колишніх».

## Вирізані моменти
Деякі сезони були доповнені ще одним епізодом, який називається «Те, що слід було б показати» (англ. The S#!t They Should Have Shown). Серія складається з дрібних епізодів, вирізаних в процесі монтажу і, відповідно, не увійшли в фінальну редакцію, показану по телебаченню. Видалені сцени зазвичай показують пікантні моменти, виставляють учасників в невигідному світлі. Разом з цим демонструється і реакція учасників — вони коментують показане на екрані.

## Ветерани і новачки
Зазвичай учасників поділяють на «новачків» і «ветеранів». Ветеранами називають тих, хто виграв хоча б один сезон, однак такий термін застосовується і до тих, хто відіграв кілька сезонів або побував у фіналі. Новачки — ті, хто нічого не добився.

## Свіже м'ясо
Незважаючи на те, що основна маса гравців — колишні учасники «РМ» або «ДП», в шоу «Жадібні екстремали» потрапляли абсолютні новачки, для яких сезони «Свіже м'ясо» і «Свіже м'ясо 2» були дебютними.

## Весняний відрив
У березні 2010, перед початком 19-го сезону, відбувся Весняний відрив (англ. Spring Break Challenge) в Акапулько, Мексика. Ветеран «Жадібних екстремалів» виступав в ролі тренера команди, яка складалася з американських студентів. Коментаторами виступали Еван Старкман і Підлоги Меронек, ведучим був Ти Джей Лавин. Учасниця команди-переможниці Каміла Накагава зайняла місце в основному проекті, дебютувавши в «Битві головорізів».

## Місце розташування
Сезони знімалися в різних країнах по всьому світу, деякі знімалися у Сполучених Штатах.
Сезони 1, 4, 21 і 22 знімалися в декількох країнах.
| Континент/Регіон   | Місцезнаходження (Номер сезону)                                   |
| ------------------ | ----------------------------------------------------------------- |
| Африка             | ПАР (14), Намібія (23)                                            |
| Азія               | Таїланд (18), Туреччина (23)                                      |
| Карибські острови  | Ямайка (6), Тринідад і Тобаго (11), Домініканська республіка (22) |
| Центральна Америка | Панама (16), Коста-Рика (21)                                      |
| Європа             | Велика Британія (4), Німеччина (4), Чехія (4, 20), Ісландія (22)  |
| Північна Америка   | США (1, 2, 3, 4, 7, & 9), Мексика (5, 8, 10, & 15), Канада (19)   |
| Океанія            | Нова Зеландія (1 & 17), Австралія (12)                            |
| Південна Америка   | Бразилія (13), Аргентина (21)                                     |